# Thomas W. Gabrielsson
Thomas Waern Gabrielsson (født 29. juni 1963 i Göteborg) er en svensk-dansk skuespiller. Han flyttede til Danmark som ca. 20-årig. Han blev uddannet som skuespiller på Teatro Potlach i Italien i sin ungdom og er også uddannet skibskok.

## Filmografi
- En kærlighedshistorie (2001)
- Rembrandt (2003)
- Afgrunden (2004)
- Wallander - Fotografen (2006)
- Cecilie (2006)
- Tempelriddernes skat II (2007)
- Arn: Tempelridderen (2007)
- En kongelig affære (2012), spillede Schack Carl Rantzau
- Domino (2019)
- Margrete den Første (2021) - Jens Due
- Marco effekten (2021) - Hardy

### Tv-serier
- Rejseholdet (2002)
- Forsvar (2003)
- Ørnen (2004)
- Nynne (2006)
- Livvagterne (2009)
- Forbrydelsen III (2012)
- Tomgang (2014)
- The Last Kingdom (2015) – Guthrum